# 500 miles d'Indianapolis 1996

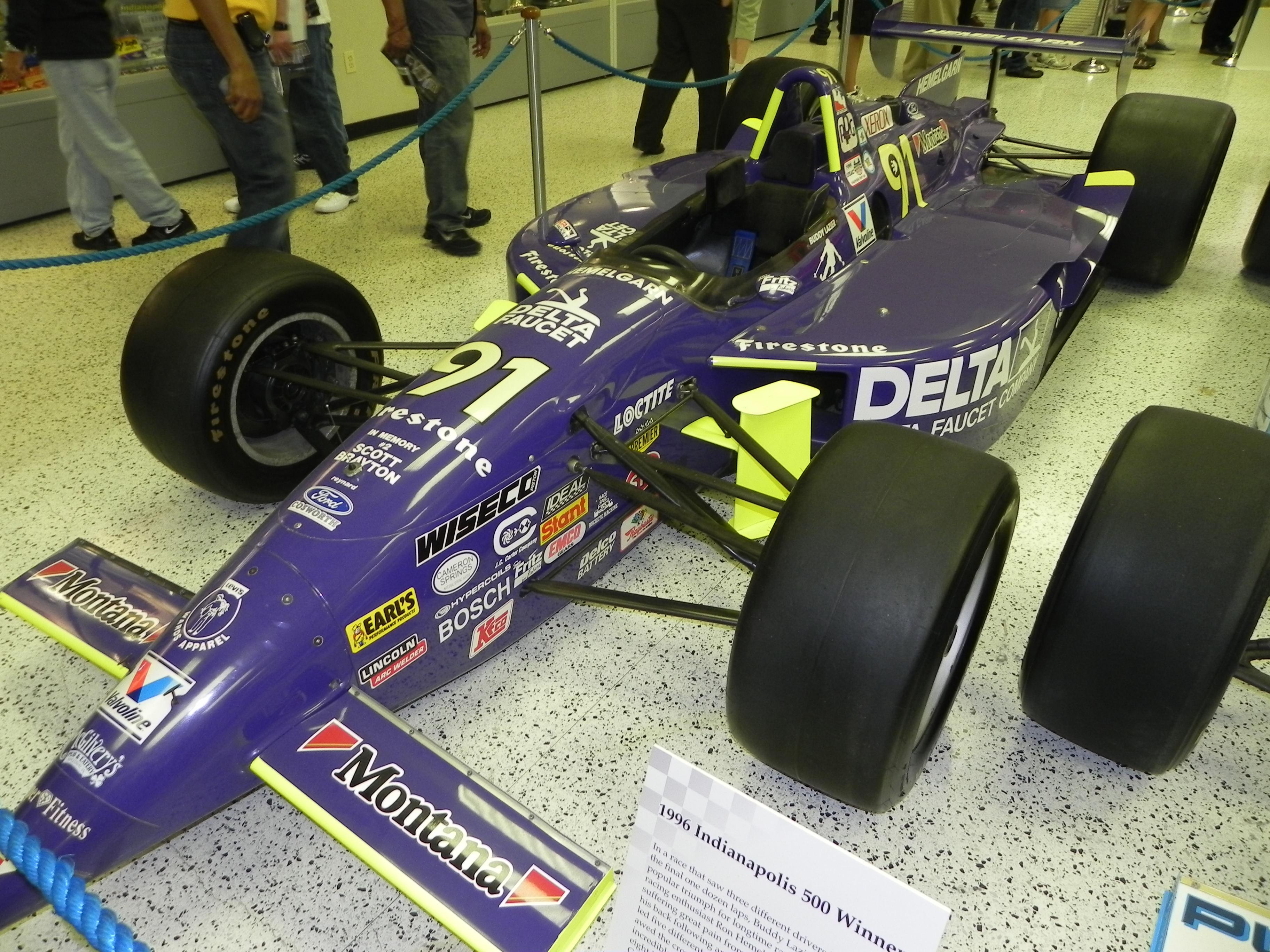
La Reynard-Ford de Buddy Lazier, victorieuse de l'édition 1996 des 500 miles d'Indianapolis.

Les 500 miles d'Indianapolis 1996, organisés le 26 mai 1996 sur l'Indianapolis Motor Speedway, ont été remportés par le pilote américain Buddy Lazier sur une Reynard-Ford de l'écurie Hemelgarn Racing.

## Grille de départ
| Ligne | Intérieur           | Milieu              | Extérieur        |
| 1     | Tony Stewart        | Davy Jones          | Eliseo Salazar   |
| 2     | Eddie Cheever       | Buddy Lazier        | Roberto Guerrero |
| 3     | Alessandro Zampedri | Michel Jourdain Jr. | Buzz Calkins     |
| 4     | Davey Hamilton      | Mike Groff          | Michele Alboreto |
| 5     | Stéphan Grégoire    | Mark Dismore        | Richie Hearn     |
| 6     | Johnny Unser        | John Paul Jr.       | Lyn St. James    |
| 7     | Jim Guthrie         | Arie Luyendyk       | Scott Sharp      |
| 8     | Marco Greco         | Robbie Buhl         | Paul Durant      |
| 9     | Racin Gardner       | Brad Murphey        | Johnny Parsons   |
| 10    | Fermín Vélez        | Johnny O'Connell    | Hideshi Matsuda  |
| 11    | Joe Gosek           | Scott Harrington    | Danny Ongais     |

La pole a été réalisée par l'Américain Scott Brayton à la moyenne de 376,133 km/h. Victime d'un accident mortel quelques jours plus tard lors d'une séance d'essais libres, il a été remplacé pour la course par Danny Ongais, qui comme le prévoit le règlement, a dû s'élancer de la dernière ligne.
Toute la grille a été décalée, la pole effective revenant à Tony Stewart, auteur du deuxième meilleur temps derrière Brayton lors du pole day.
Le meilleur temps de qualification est l'œuvre du pilote néerlandais Arie Luyendyk, avec une moyenne de 381,392 km/h sur 4 tours (meilleur tour de la séquence en 382,216 km/h) lors du deuxième jour de qualification. À ce jour, il s'agit toujours de la moyenne en qualification la plus élevée de l'histoire de l'épreuve. Quelques jours plus tôt en essais libres, il avait bouclé le tour le plus rapide de l'histoire de l'Indianapolis Motor Speedway à la moyenne de 385,052 km/h.

## Classement final
| no | Pilote                  | Voiture       | Tours | Temps/Abandon       |
| 1  | Buddy Lazier            | Reynard-Ford  | 200   | 3 h 22 min 45 s 753 |
| 2  | Davy Jones              | Lola-Mercedes | 200   |                     |
| 3  | Richie Hearn (R)        | Reynard-Ford  | 200   |                     |
| 4  | Alessandro Zampedri     | Lola-Ford     | 199   | accident            |
| 5  | Roberto Guerrero        | Reynard-Ford  | 198   | accident            |
| 6  | Eliseo Salazar          | Lola-Ford     | 197   | accident            |
| 7  | Danny Ongais            | Lola-Menard   | 197   |                     |
| 8  | Hideshi Matsuda         | Lola-Ford     | 197   |                     |
| 9  | Robbie Buhl (R)         | Lola-Ford     | 197   |                     |
| 10 | Scott Sharp             | Lola-Ford     | 194   | accident            |
| 11 | Eddie Cheever           | Lola-Menard   | 189   |                     |
| 12 | Davey Hamilton (R)      | Lola-Ford     | 181   |                     |
| 13 | Michel Jourdain Jr. (R) | Lola-Ford     | 177   |                     |
| 14 | Lyn St. James           | Lola-Ford     | 153   | accident            |
| 15 | Scott Harrington (R)    | Reynard-Ford  | 150   | accident            |
| 16 | Arie Luyendyk           | Reynard-Ford  | 149   | accident            |
| 17 | Buzz Calkins (R)        | Reynard-Ford  | 148   | freins              |
| 18 | Jim Guthrie (R)         | Lola-Menard   | 144   | moteur              |
| 19 | Mark Dismore (R)        | Lola-Menard   | 129   | moteur              |
| 20 | Mike Groff              | Reynard-Ford  | 122   | incendie            |
| 21 | Fermín Vélez (R)        | Lola-Ford     | 107   | incendie            |
| 22 | Joe Gosek (R)           | Lola-Ford     | 106   | radiateur           |
| 23 | Brad Murphey (R)        | Reynard-Ford  | 91    | suspension          |
| 24 | Tony Stewart (R)        | Lola-Menard   | 82    | moteur              |
| 25 | Racin Gardner (R)       | Lola-Ford     | 76    | suspension          |
| 26 | Marco Greco             | Lola-Ford     | 64    | moteur              |
| 27 | Stéphan Grégoire        | Reynard-Ford  | 59    | incendie            |
| 28 | Johnny Parsons          | Lola-Menard   | 48    | radiateur           |
| 29 | Johnny O'Connell (R)    | Reynard-Ford  | 47    | coupleur d'essence  |
| 30 | Michele Alboreto (R)    | Reynard-Ford  | 43    | transmission        |
| 31 | John Paul Jr.           | Lola-Menard   | 10    | allumage            |
| 32 | Paul Durant (R)         | Lola-Buick    | 9     | moteur              |
| 33 | Johnny Unser (R)        | Reynard-Ford  | 0     | transmission        |

Un (R) indique que le pilote était éligible au trophée du "Rookie of the Year" (meilleur débutant de l'année), décerné à Richie Hearn.

## Note
- Toujours organisé sous l'égide sportive de l'USAC (ce sera le cas jusqu'en 1997), l'Indy 500 quitte le giron du CART et est intégré au tout nouveau championnat Indy Racing League créé par Tony George, le propriétaire de l'Indianapolis Motor Speedway.

## Sources
- (en) Résultats complets sur le site officiel de l'Indy 500